# Nyelvtörténet
A nyelv története nyelvi élettörténet, amely a múltat és a jelent egyaránt magába foglalja. A múlt lezárult, közvetlenül nem érzékelhető, a jelen éppen zajló, közvetlenül is érzékelhető időszakasz.

## Szinkrónia, diakrónia
A nyelvi egyidejűséget, a mindenkori jelent, a vizsgálattal egyidejű nyelvállapotot a szinkrónia, az idő-egymásutániságot, a vizsgálathoz képest elmúlt időszakot, a múltat a diakrónia terminussal fejezzük ki. A szinkróniát a nyelv története keresztmetszetének, a diakróniát pedig hosszmetszetének tekinthetjük. A szinkrón vagy leíró vizsgálat tárgya a nyelv egyidejű állapota, célja pedig annak megállapítása, hogyan működik vagy működött a nyelv az adott időszakaszban. A diakrón vagy történeti vizsgálat tárgya a nyelvi rendszer állapotainak időbeli egymásutánja, célja pedig annak megállapítása, hogy mi, hogyan és miért változott meg, s mi maradt változatlan az idők folyamán.
A szinkrónia és a diakrónia sajátos viszonyban van egymással. A szinkrón rendszer, az egyidejű állapot sosem statikus, mindig mozgással van tele, s ezek a mozgások a történeti változások részei, azoknak a pillanatnyi állapotát mutatják, s értelemszerűen azok törvényszerűségeinek felelnek meg. A szinkrónia a jelenbe átnyúló diakrónia, amely mindig történeti alapokon nyugszik.
A szinkrónia leíró szempontból hozzávetőlegesen három évtizednek vehető. Azért ennyinek, mert körülbelül ennyi az az idő, amikor két, egymást követő nemzedék tagjai beszélőközösséget alkotva még általában tömegesen és rendszeresen kommunikálnak egymással. A beszélőközösségek tagjaira jellemző az, hogy nyelvi és kommunikációs kompetenciájuk, tehát nyelvhasználati szokásaik s nyelvi közléstudásuk is lényegében megegyezik.

## A nyelvtörténet fogalma
A nyelvtörténet kettős jelentésű szó. Jelenti egyrészt a nyelvek élettörténetét: a tényleges, lezajlott és zajló nyelvi történések összességét. Másrészt a nyelvek élettörténetének a tudományos leírását, azaz nyelvi életrajzát: a tényleges, a valószínűsíthető és a kikövetkeztetett nyelvi történések leírását. A nyelvi élettörténet az adott nyelv(ek) életének minden eseményét, mozzanatát magában foglalja, az életrajz ezzel szemben csupán elenyésző részét. A nyelvtörténetírás tárgya a nyelvek rendszerének és használatának („nyelv” és „beszéd”) története. Célja tudományosan leírni a nyelvek rendszerének és használatának történetét, változásait és múltbeli állapotait, illetőleg magyarázatot adni a változások lefolyására, okaira és összefüggéseire.

## A nyelvtörténet korszakolása
A nyelvtörténeti korszakolás gyakorlati célt szolgál, a nyelv élettörténetében való eligazodást teszi lehetővé. Egy-egy nyelv története többféleképpen is korszakolható, korszakolási alap több tényező is lehet. Például az első nyelvemlék keletkezési ideje, egy fonéma felbukkanása vagy az első bibliafordítás megjelenése.
A nyelvek történetében hirtelen s nagy méretű nyelvi rendszerbeli változások nincsenek. A megértés és az érthetőség folyamatosságát ugyanis az biztosítja a nyelvben, hogy a változások – a nyelv egészét tekintve – mindig viszonylag szűk határok között maradnak. Másképp kifejezve: a nyelvekre a megőrizve újítás és az újítva megőrzés jellemző.
A nyelv és a társadalom egymást feltételező, szoros kapcsolatban van, a társadalmi változások nyomot hagynak a nyelv életében. Ha egy nyelvközösség műveltségváltáson megy keresztül, akkor nyelvében is változások következnek be. Minél intenzívebbek a nyelvközösséget érintő új (gazdasági, politikai, művelődési) hatások, annál nagyobbak a nyelvi változások is. Ez azt jelenti, hogy a nyelvek változása nem eleve meghatározott és azonos ütemű módosulás, hanem a mindenkori nyelvközösség életétől megszabott, hol gyorsabban, hol lassabban, a nyelvet hol mélyebben, hol csupán felszínesen érintő változások láncolata. Ebből az következik, hogy a nyelvtörténeti korszakbeosztásoknak akkor van leginkább reális és racionális alapja, ha azokat a történelmi eseményeket tekintjük kiindulási alapnak, amelyek az adott nyelvközösség és a vizsgált nyelv életét döntően befolyásolják.

A változások sorrendje: 
1. Változások a nyelvközösség politikai, gazdasági, kulturális életében;
2. Változások a nyelvek helyzetében és a nyelvhasználatban;
3. Változások a nyelv állapotában, rendszerében.

## A magyar nyelvtörténet korszakai
A magyar nyelv története a kezdetektől, a legközelebbi nyelvrokonaitól való elszakadástól s az etnikai önállósodás útjára lépéstől a mai napig tart. A nyelvtörténetnek tehát a mindenkori jelen is része, mint a történet utolsó, folyamatban lévő szakasza. A magyar nyelv színre lépésének idejéről pontos adatok nincsenek, csupán becslések lehetségesek. Valószínűleg e becslések  nem esnek messze az igazságtól. Az alapnyelvi rekonstrukciók, a korai nyelvemlékek alapján elkészíthető állapotrajz, az ősmagyar kori jövevényszavak, a történettudomány és a régészet tanúságtétele jó alapot ad a megbízható becslésre. A legújabb vélemények a magyar nyelvvel Kr. e. 1000 körültől számolnak, eszerint a magyar nyelv hozzávetőlegesen 3000 éves.

### Ősmagyar kor
Kb. Kr. e. 1000-től Kr. u. 896-ig, a magyar nyelv kezdetétől a honfoglalásig tart. A nomadizáló, törzsi szervezetben élő népesség törzsi nyelvjárásokat beszél. Megváltozik a nyelvi környezet, és változik a kulturális környezet is: egyre több, korábban ismeretlen (pl. iráni, majd később török és szláv) nyelvvel kerül kapcsolatba a magyar nyelvközösség.

### Ómagyar kor
896-tól 1526-ig, a honfoglalástól a mohácsi vészig tart. Az új természeti környezetbe került magyarságnak újak a szomszédai és a vele érintkező nyelvek is. A letelepedés, valamint a kereszténység felvétele és az önálló államiság megteremtése fokozatos műveltségváltással jár, a törzsi nyelvjárások területi nyelvjárásokká válnak. A magyar nyelvet írni kezdik, erős a szláv és a latin hatás.

### Középmagyar kor
1526-tól 1772-ig, a mohácsi vésztől a magyarországi felvilágosodás kezdetéig tart. Mohács után az ország három részre szakad. A magyarság jelentős része fizikailag megsemmisül. A háborúkat kísérő és követő át- és betelepülések, illetve betelepítések a nyelvjárási keveredést, tehát a nyelvi konvergenciát segítik. Erős a német hatás. Alapvető fontosságú a reformáció és a könyvnyomtatás a maga számos következményével, köztük a legfontosabbal: az anyanyelv írásos használatának kiterjedésével. Ezzel szorosan összefügg az egységesülő, a normalizálás útját járó irodalmi nyelv egyre inkább erőre kapó formálódása, illetőleg a magyar nyelvhasználat színtereinek bővülése.

### Újmagyar kor
1772-től 1920-ig, a magyarországi felvilágosodás kezdetétől a trianoni békeszerződés megkötéséig tart. A magyar nyelv az ország hivatalos nyelvévé válik (1844). A köznyelv írott változata kodifikálódik, s ezzel a magyar nyelv változatainak viszonyrendszere alapvetően megváltozik. Budapest nagyvárossá válásával alakul ki s terjed a köznyelv beszélt változata, az iskoláztatás kötelezővé válása után egyre általánosabb az írni-olvasni tudás. A magyar anyanyelvűek anyanyelvi ismeretei összetettebbé válnak, a nyelvi konvergencia egyre erősödő tendenciaként érvényesül.

### Újabb magyar kor
1920-tól napjainkig tart. A trianoni békeszerződés (1920. június 4.) a magyar nyelvközösség és nyelv eddigi legnagyobb szétszakítottságához vezet. A kisebbségbe került magyarság millióinak nyelvhasználatában elsősorban a kényszerű kétnyelvűségből következő nyelvi különfejlődés jelei mutatkoznak és terjednek. A 20. századi nagy léptékű modernizálódás és tudományos-technikai fejlődés, különösen pedig az informatikai forradalom (telefon, televízió, mobiltelefon, számítógép, világháló) élet- és szemléletmód-változásokhoz vezet (urbanizálódás, attitűdváltozások, globalizáció). Csökken a nyelvjárások szerepe, széles körűvé válik a kettősnyelvűség, egyre nagyobb teret nyernek a csoportnyelvek. A modern technikának köszönhetően számottevően bővül a szóbeli és írásbeli kommunikáció, sokszorosára növekszik a tömegtájékoztatás volumene, erősödik a köznyelv hatása, megnő az írott beszéltnyelviség (SMS, csetelés) szerepe.

## A magyar nyelvtörténet forrásai
Nyelvtörténeti forrás minden olyan nyelvi adat és tényanyag, amely a nyelvek történetének kutatásában felhasználható. A rendszertörténet szempontjából természetesen csak azok az adatok számítanak forrásnak, amelyek a nyelvi rendszer diakróniájának a megismerését segítik elő.

### Nyelvemlékek
A nyelvemlék a nyelvtörténeti vizsgálatok alapja. Nyelvemlék minden fennmaradt vésett, írott, nyomtatott és élőszavas, illetőleg képes-hangos nyelvi forrás. A nyelvemlékek megjelenése szorosan összefügg az írásbeliséggel. Természetesen az adott nyelvi írásbeliség a meghatározó jelentőségű, de nem ritka, hogy egy-egy nyelv első adatai más nyelvű írásbeli emlékekben fordulnak elő. Az első magyar nyelvű adatok is más nyelvű feljegyzésekben bukkannak fel mint szórványemlékek.

### A mai nyelv
A mindenkori mai nyelv a nyelvtörténet utolsó láncszeme, szelete, amely az összes többi nyelvtörténeti állapotot meghaladó módon tárja elénk a nyelv teljes bőségét. Mutatja a nyelvhasználat rétegzettségét a maga csorbítatlan, elfedetlen változatosságában, sokszínűségében. A mai nyelv esetében a kutató működés közben s társadalmi kontextusában tanulmányozhatja a nyelvet, a nyelvhasználatot, tehát az éppen zajló nyelvi változásokat is. Ez egyetlen más nyelvtörténeti szakaszban sem lehetséges ily módon. Fokozza a mai nyelv nyelvtörténeti szempontú fontosságát, hogy a mindenkori jelen tanulmányozásával elmúlt korok nyelvi változásainak a mechanizmusára is következtethetünk, mivel az alapvető nyelvi folyamatok koroktól függetlenül azonosak.

### A rokon nyelvek
A magyar nyelvnek az uráli nyelvekkel való rokonsága tudományosan igazolt tény. A rokon nyelvek alapvető fontosságúak a nyelvemléktelen kor nyelvi történéseinek a kikövetkeztetésében. Az összehasonlító nyelvtudomány e nyelvek adatai alapján következteti ki azokat a feltehető egykori jelenségegyütteseket, állapotokat, amelyek a mai rokon nyelvek előzményeinek tekintendők, s amelyekből e nyelvek kisarjadtak. A magyar nyelv történetének kezdetéről azt tudjuk, amit az összehasonlító nyelvtudomány a rokon nyelvek vizsgálata alapján az alapnyelvre kikövetkeztet. Tehát a rokon nyelvek vizsgálata teszi lehetővé a magyar nyelv története kiindulásául szolgáló meghatározott alapnyelvi adatok és jelenségek rekonstruálását.

### A kontaktusnyelvek
Az egymással érintkező nyelvek a maguk történeti adataival (nyelvemlékekkel) teszik lehetővé a vizsgált nyelv bizonyos fonémái meghatározott időszakban való meglétének vagy hiányának a megállapítását és annak hangtani alapú tisztázását, hogy meghatározott jövevényszavak hozzávetőlegesen mikor kerültek át a vizsgált nyelvbe. Az átvett szó eredeti alakjának és jelentésének az ismeretében nyomon követhető a szó vizsgált nyelvbeli alak- és jelentésváltozása. Az érintkező nyelvek valamennyi szintjére kiterjedő összehasonlító vizsgálat pedig lehetővé teszi a szókészleti és hangtani interferenciákon kívül a nyelv egyéb szintjein jelentkező egymásra hatások kimutatását, a nyelvi rendszer többi részlegében lezajlott és zajló változások alaposabb megismerését.

### A régi magyar nyelvkönyvek
A nyelvemlékek speciális típusáról: nyelvi célzattal írt feljegyzésekről, összeállításokról, nyelvtanokról és nyelvkönyvekről, szótárakról van szó. Olyan forrásokról, amelyek a nyelv egy-egy jelenségét, részlegét rögzítik s írják le, illetőleg amelyek metanyelvi állításokat, megjegyzéseket is tartalmazhatnak. Fontosságuk minden kezdetlegességük, következetlenségük és pontatlanságuk ellenére többrendbeli. Egyrészt többségük saját kora tudományosságának a szintjén íródott, másrészt a szerzők saját nyelvi kompetenciájuktól is alátámasztott nyelvi „híradásokat” rögzítettek, harmadrészt a nyelvtanok, nyelvkönyvek révén olyan egyidejű leírások állnak rendelkezésünkre, amelyek mutatják a nyelvi állapottervezés múlt századokbeli gyakorlatának lényeges elemeit és a magyar irodalmi nyelv formálódását.

## Nyelvi részlegek (szintek) leírása
A magyar nyelv története leírásának fókuszában a magyar nyelv struktúrájának a története áll. A nyelvi elemek, szerkezetek és jelenségek története van ugyanis a legalaposabban feldolgozva a magyar nyelvtudományban. A szerkezettörténeti leírások mellett azonban társadalmi tényezőkön alapuló leírások is születtek. 

### Szerkezettörténeti leírások
- hangtörténet,
- morfématörténet,
- szókészlettörténet,
- szófajtörténet,
- szószerkezet-történet,
- mondattörténet és
- szövegtörténet.

### Társadalmi tényezőkön alapuló leírások
- helyesírás-történet,
- szójelentés-történet,
- történeti szociolingvisztika,
- történeti pragmatika,
- stb.